# Rapis
Rapis (Rhapis) je rod palem. Někdy jsou též podle vzhledu nazývány bambusové palmy. Jsou to malé, trsnatě rostoucí palmy s tenkými přímými kmeny a dlanitými listy. Květenství jsou krátká a větvená, plodem je různě zbarvená peckovice. Rod zahrnuje 11 druhů a je rozšířen v jižní Číně, Indočíně a v malé míře i v Japonsku a Sundských ostrovech. Rostou zpravidla v podrostu tropických deštných lesů.
Rapisy jsou běžně pěstovány jako pokojové palmy. Nejčastěji se pěstují různé kultivary rapis ztepilé.

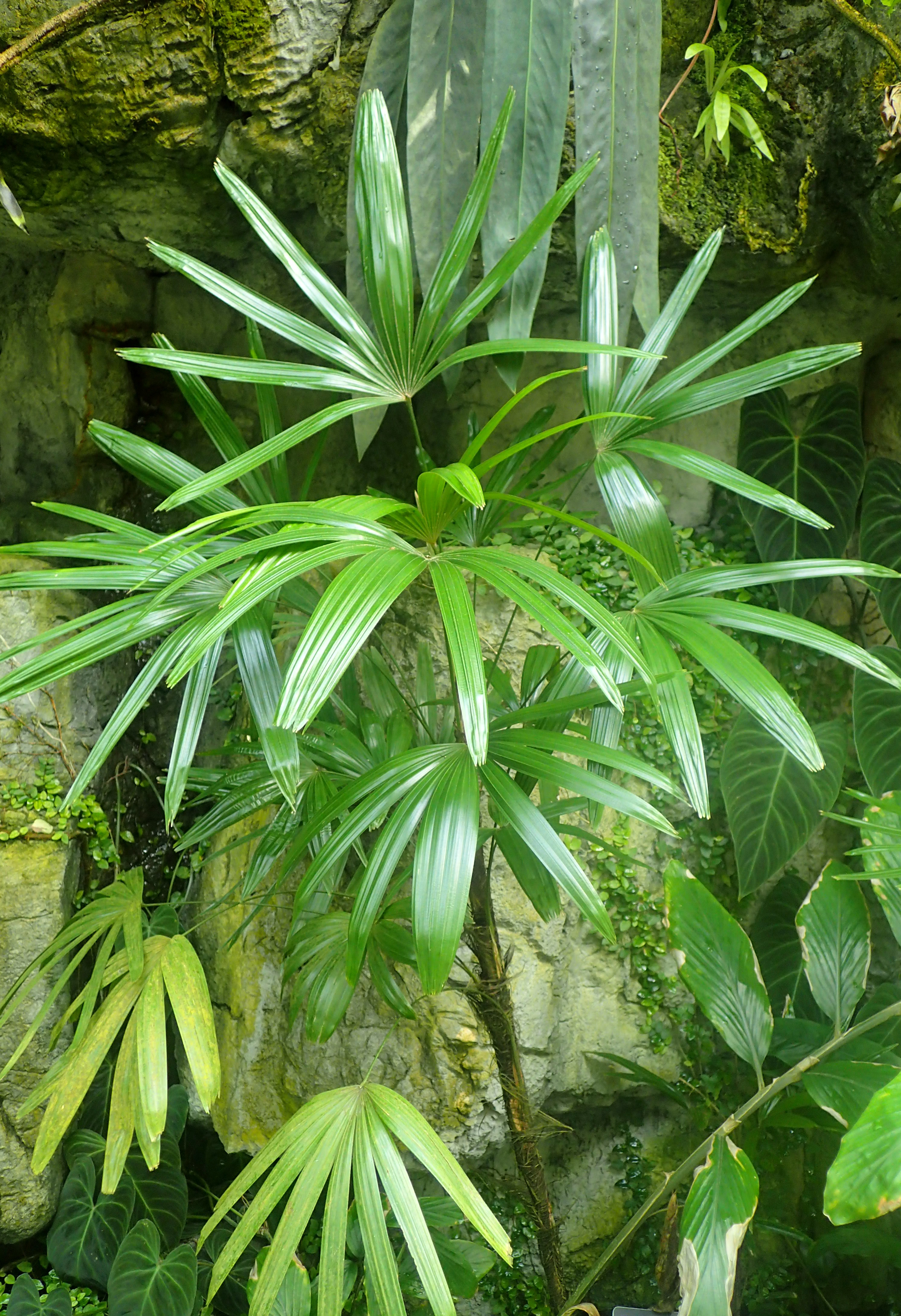
Rapis ztepilá (Rhapis excelsa)

## Popis
Rapisy jsou drobné, většinou dvoudomé, trsnatě rostoucí palmy s tenkými kmeny vyrůstajícími z podzemního oddenku. Kmeny jsou zprvu (zejména v horní části) pokryté vytrvalými vláknitými listovými pochvami, později mohou být holé a zelené. Listy jsou dlanité, induplikátní, asi do 1/3 až k bázi členěné na zpravidla vícekrát skládané segmenty. Na okraji čepele jsou droboučké ostny, které činí okraj drsný. Hastula na líci listů je malá, víceméně trojúhelníková, na rubu chybí.
Květenství jsou větvená až do 3. řádu a vyrůstají mezi bázemi listů. Stopka květenství zpravidla zůstává ukrytá v listové pochvě. Samčí květenství jsou někdy více stěsnaná než samičí. Květy vyrůstají v rámci květenství jednotlivě a většinou jsou jednopohlavné. Kalich je miskovitý, zakončený 3 laloky. Koruna je trubkovitá, na konci trojlaločná. Samčí květy obsahují 6 tyčinek, které jsou nitkami přirostlé ke korunní trubce. V samičích květech je gyneceum složené ze 3 plodolistů a 6 staminodií. Plody jsou drobné, kulovité až elipsoidní nebo vejcovité, rozličně zbarvené a zpravidla jednosemenné peckovice.

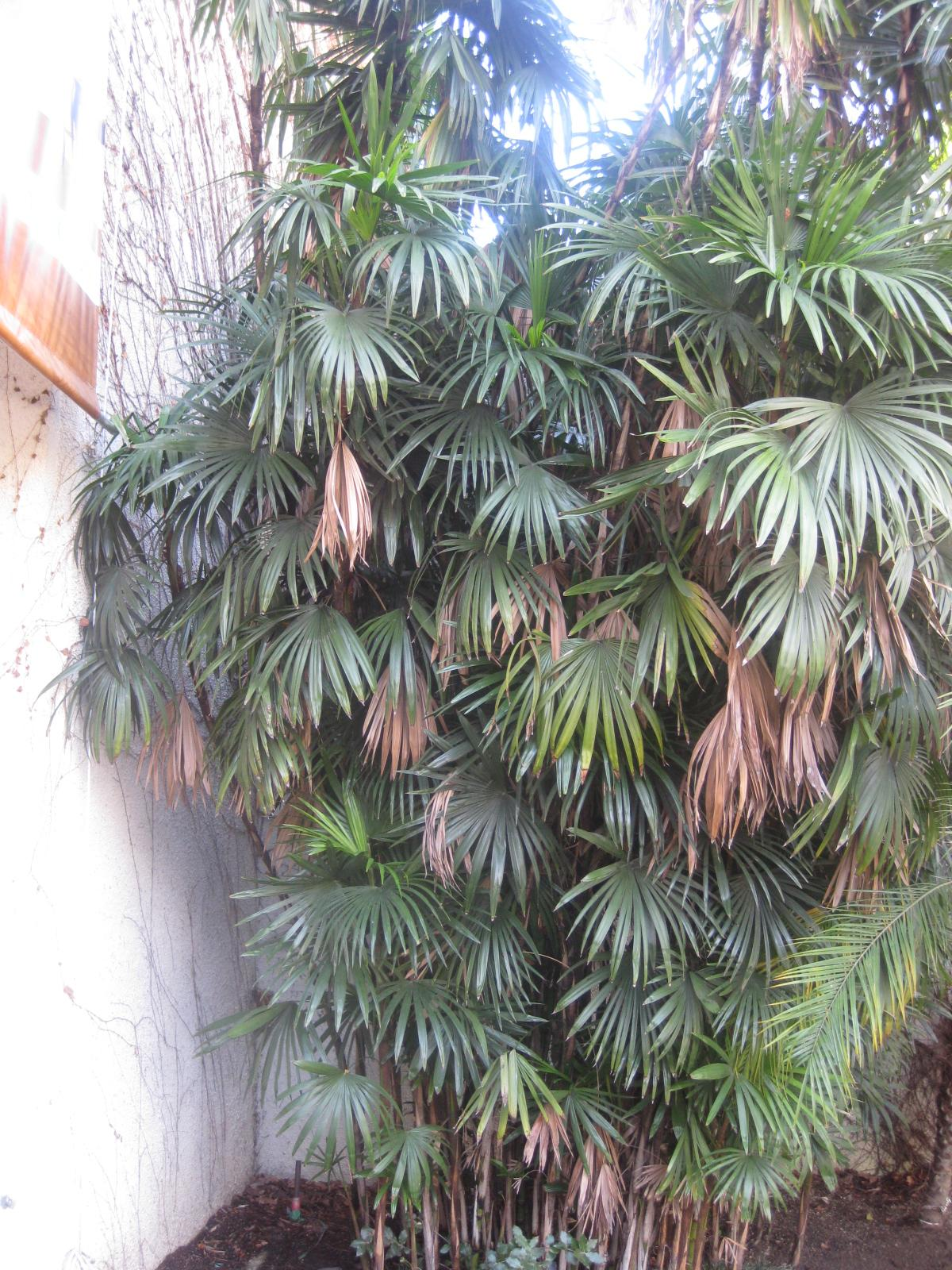
Rhapis humilis
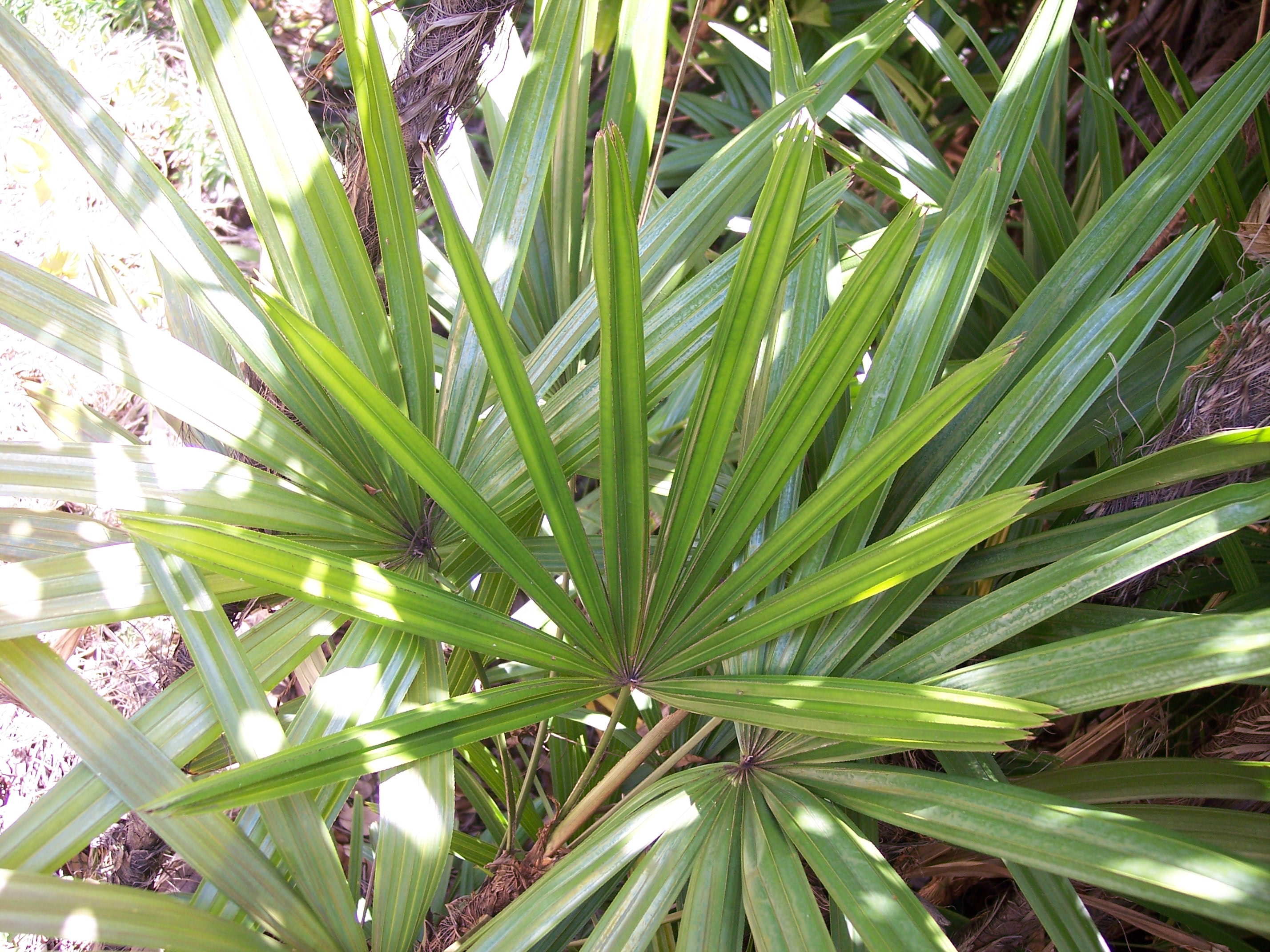
Listy rapis ztepilé
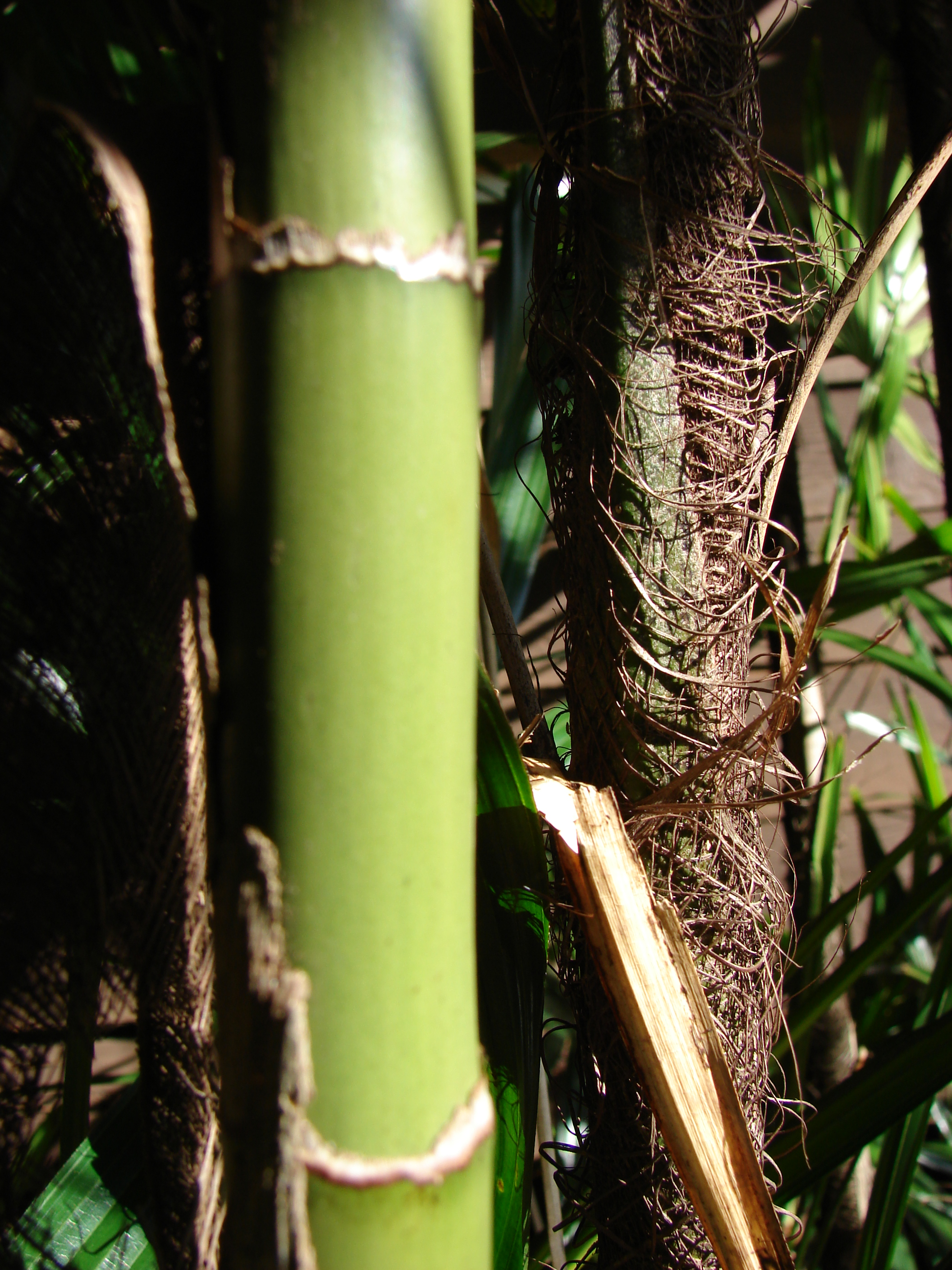
Starý a mladší stonek rapis ztepilé
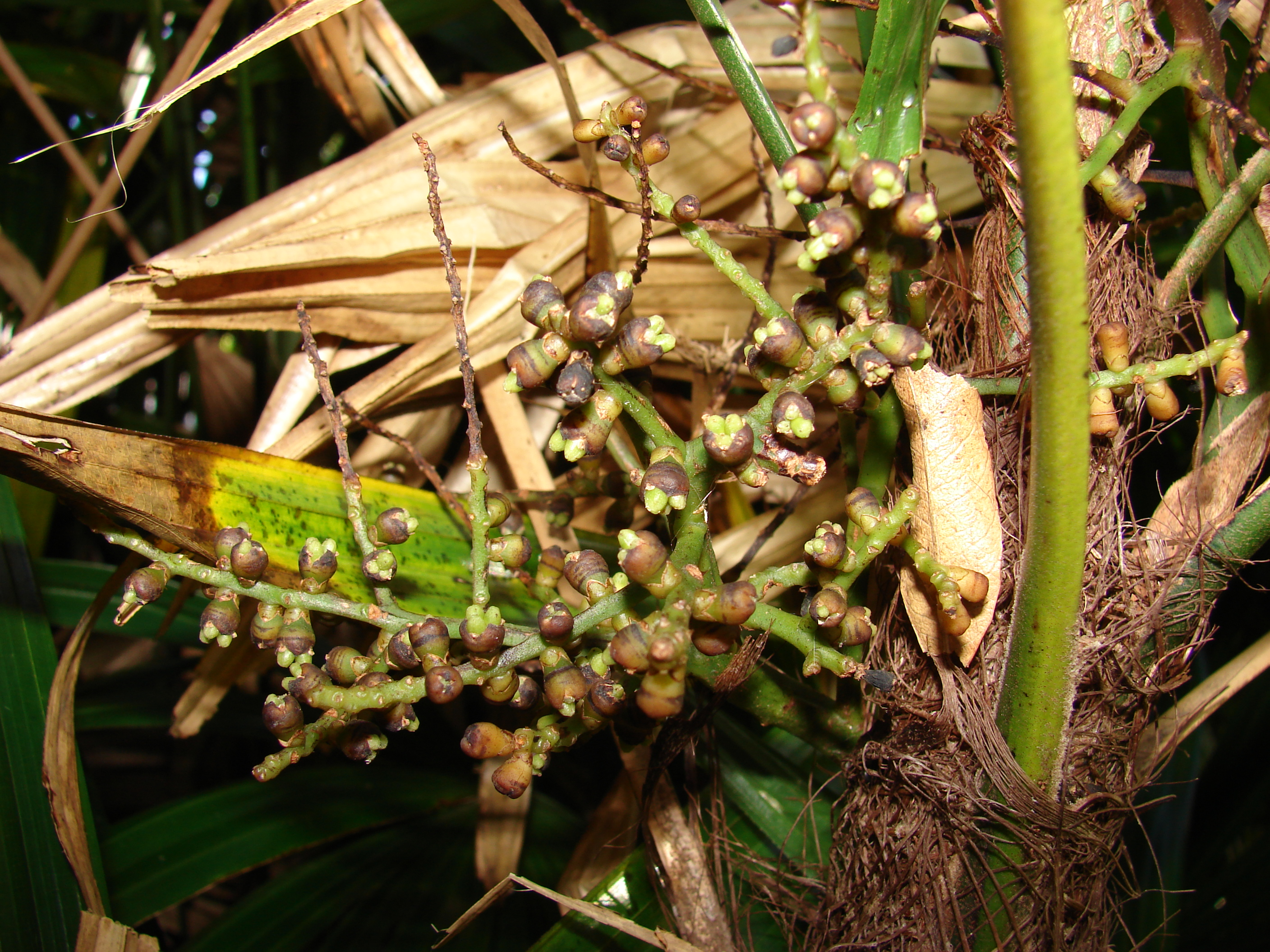
Samičí květenství rapis ztepilé

## Rozšíření
Rod rapis zahrnuje 11 druhů. Je rozšířen výhradně v Asii od Číny a Japonska přes Indočínu po Sumatru a Jávu. Centrum rozšíření je v Indočíně (8 druhů) a Číně (5 druhů). Do Japonska zasahují 2 druhy, na Sumatru a Jávu po 1 druhu.
Rapisy rostou nejčastěji v podrostu tropických deštných a monzunových lesů, a to zejména na vápencovém podkladu.

## Taxonomie
Rod Rhapis je v taxonomii palem řazen do podčeledi Coryphoideae, tribu Livistoneae a subtribu Rhapidinae. Za nejblíže příbuzný rod je považován rod Guihaia, rozšířený ve 2 druzích v jihovýchodní Číně a severním Vietnamu.
Pod rodovým jménem Rhapis bylo publikováno mnoho různých jmen, z nichž řada byla přeřazena do jiných rodů (Sabal, Guihaia aj.). Od příbuzných a podobných rodů Maxburretia a Guihaia se rod Rhapis liší zejména listovými pochvami, které nejsou nikdy přeměněny v ostny, zpravidla vícekrát skládanými listovými segmenty a přímými kmeny.

## Zástupci

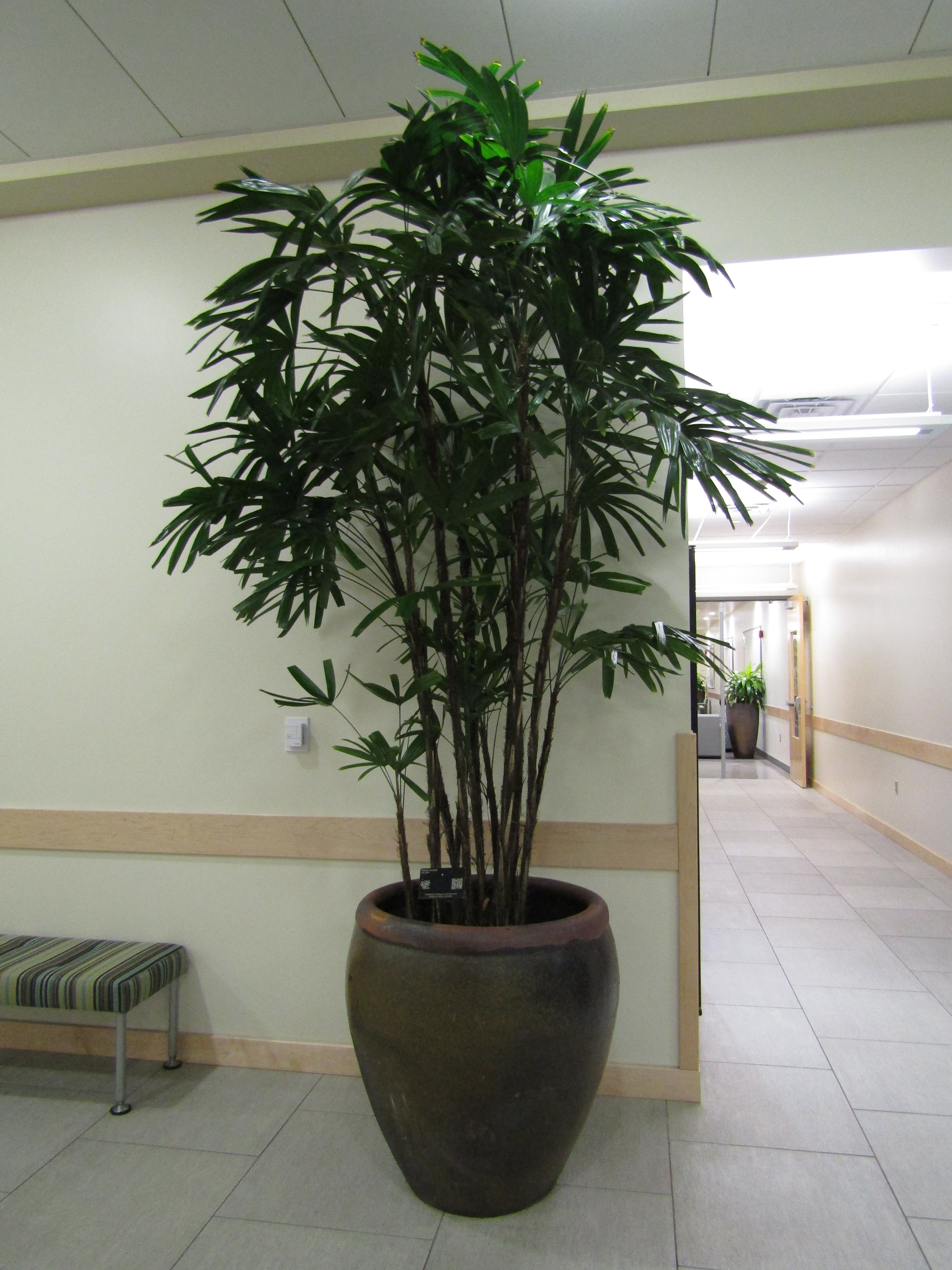
Rapis ztepilá jako kbelíková rostlina

- rapis ztepilá (Rhapis excelsa)[6]

## Význam
Rapisy patří mezi nejlepší a nejoblíbenější palmy pro pěstování v interiérech. Jsou pěstovány již od 17. století. Jejich pěstování je relativně snadné a přizpůsobí se rozličným podmínkám. Nejčastěji je pěstována rapis ztepilá (Rhapis excelsa), dále zejména R. humilis a R. subtilis.
V Japonsku bylo vyšlechtěno mnoho kultivarů včetně zakrslých a variegátních. Kultivar Rhapis 'Akatsuki' neznámého původu má nažloutle panašované listy. Tenké kmeny těchto palem slouží k výrobě vycházkových holí, držadel deštníků, rákosek a podobně.